# Palacio de los Larios
El palacio de los Larios fue un edificio situado en el municipio español de Málaga, en la provincia homónima. Toma su nombre de la familia Larios, que lo tuvo en propiedad como residencial privada durante muchos años. El edificio resultó destruido durante la Guerra Civil.

## Historia
Se trata de un edificio del que no existen muchas referencias documentales. Originalmente, se trataba de una casa propiedad del comerciante Juan Giró que fue adquirida por la familia Larios, quienes la adaptaron hasta alcanzar la forma que finalmente tuvo. El edificio resultó destruido durante el transcurso de la Guerra Civil, víctima de un incendio provocado por elementos revolucionarios.
Durante la posguerra en el solar resultante del antiguo palacio se levantaría el Edificio de La Equitativa.